# Emmalyn Estrada
Emmalyn Estrada (5 april 1992) is een Canadese zangeres.

## Levensloop en carrière
Estrada werd in 1992 geboren in Canada. Ze is van Filipijnse afkomst. In 2009 won Estrada een zangwedstrijd op een Canadese nationale radio, waarna ze de single Get Down uitbracht. In 2013 werd ze lid van de meidengroep G.R.L.. In datzelfde jaar kreeg ze ook een terugkerende rol in de sitcom Bates Motel. 